# 8783 Gopasyuk
8783 Gopasyuk (1977 EK1) là một tiểu hành tinh vành đai chính được phát hiện ngày 13 tháng 3 năm 1977 bởi N. S. Chernykh ở Đài vật lý thiên văn Crimean.